# Lamon
Lamon – miejscowość i gmina we Włoszech, w regionie Wenecja Euganejska, w prowincji Belluno.
Według danych na styczeń 2009 gminę zamieszkiwało 3135 osób przy gęstości zaludnienia 57,7 os./1 km².